# 3 Fonteinen

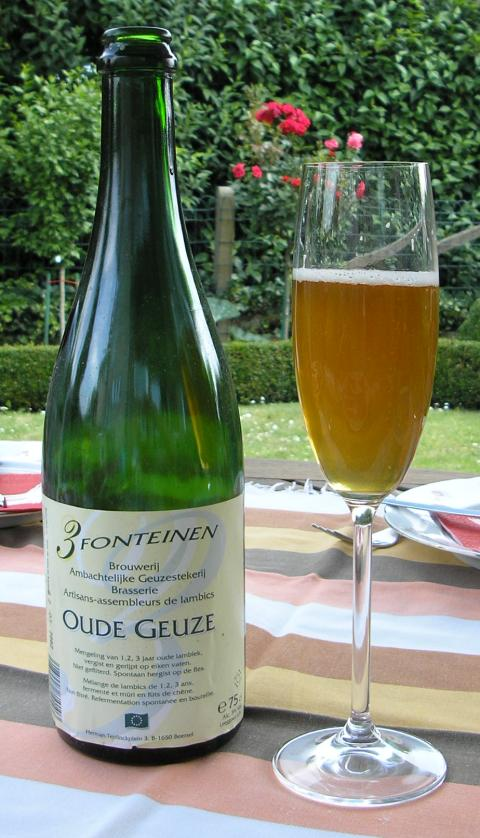
Uma garrafa de uma Oude Geuze da 3 Fonteinen.

3 Fonteinen é uma cervejaria belga especializada em cervejas dos tipos geuze e kriek. Fica localizada em Beersel, próximo de Bruxelas e produz versões clássicas de kriek e geuze. 3 Fonteinen foi fundada em 1887 como um café e geuzestekerij, um local onde a geuze é produzida pela mistura de lambics jovens e envelhecidas.